# 2025年3月のアメリカ合衆国のイエメンへの攻撃
2025年3月、アメリカ合衆国はイエメンのフーシ派支配地域に対して大規模な空爆および海軍による攻撃作戦を開始した。この作戦は「ラフ・ライダー作戦（Operation Rough Rider）」と名付けられ、第2次トランプ政権において、中東で行われた最大の米国による軍事作戦である。攻撃は3月15日に開始され、フーシ派が紅海やアデン湾で商船や軍艦を攻撃するために使用していたレーダーシステム、防空システム、弾道ミサイルおよび無人航空機（UAV）の発射拠点が攻撃された。2025年4月30日には、イギリスも攻撃に参加した。
フーシ派は、2023年10月にイスラエルが10月7日のハマスによる攻撃への報復としてガザ地区に侵攻した後、船籍問わず船舶に攻撃を行うようになった。その後パレスチナ人との連帯を主張し、イスラエルに停戦への同意とガザ封鎖の解除を迫ることを目的として、フーシ派はイエメン付近を航行する船舶に対してミサイルやUAVによる攻撃を行い、さらにイスラエルの都市にも弾道ミサイルを発射し、テルアビブで少なくとも1人の民間人を殺害した。これに対抗して、米英軍を主体とする多国籍連合軍は「繁栄の守護者作戦（Operation Prosperity Guardian）」を開始し、海軍艦隊による船舶の護衛活動とフーシ派支配地域への空爆を行い、フーシ派の軍事および民間インフラを攻撃した。
2025年3月中旬までに、フーシ派は190隻以上の船舶を攻撃し、そのうち2隻を沈没させ、1隻を拿捕、少なくとも4人の船員を殺害した。3月18日、ドナルド・トランプ大統領はフーシ派を長年支援してきたイランに対し、たとえ直接関与していなくても、これ以上フーシ派が攻撃するようなことがあればイランも「侵略行為を行った」と見なすと警告した。
5月6日、トランプ大統領は、オマーンが仲介した米国とフーシ派との停戦協議の結果、「直ちに」攻撃を終了すると宣言した。